# ماورو دونوسو
ماورو دونوسو (بالإسبانية: Mauro Donoso)‏ هو لاعب كرة قدم تشيلي، ولد في 23 ديسمبر 1971 في سانتياغو في تشيلي. لعب مع يونيون إسبانيولا.